# Якщо це триватиме...
Якщо́ це трива́тиме... (англ. If This Goes On—) — науково-фантастична повість Роберта Гайнлайна, опублікована журналом Astounding Science Fiction в 1940. Входить до циклу творів «Історія майбутнього».
В 1953 розширена версія твору була видана як роман в збірці «Революція 2100 року» (англ. Revolt in 2100). На момент написання твору, автор всерйоз розглядав ймовірність становлення у США у майбутньому теократичної диктатури із використанням істеричного популізму, мас-медіа та психології натовпу.

## Сюжет
Дія відбувається в майбутньому теократичному американському суспільстві, керованому черговим фундаменталістським християнським «Пророком». Першим Пророком був Неємія Скудер, проповідник із провінції, який був обраний президентом у 2012 році, а потім диктатором (вибори в 2016 вже не проводились).
Джон Лайл, молодший офіцер армії Пророка, несе службу в столиці — Новому Єрусалимі. Він починає сумніватись у вірі, познайомившись з однією із Дів Пророка — сестрою Юдит. Новенька сестра була шокована, коли на неї випав жереб виконувати сексуальні послуги Пророкові.
Джон ділиться сумнівами зі своїм сусідом Зебом Джонсом, який не тільки не шокований, а й допомагає Джону зустрітись із Юдит. Під час таємної зустрічі вони змушені вбити шпигуна, і їм доводиться шукати допомоги в «Кабали», підпільного революційного руху (подруга Юдит — сестра Магдалина, є її учасником). Джон та Зеб залучаються до Кабали, залишаючись на службі в палаці Пророка.
Ютид переховується, Кабала гіпнотично стерла спогади Юдит про свою участь в її порятунку. Але інквізиція заарештовує її і піддає катуванням для розслідування зникнення шпигуна.
Джон, Зеб та учасники Кабали, що несуть службу у палаці, рятують її, хоча залишають сліди, через що Джона заарештовують і катують. Він встигає залишити попередження, яке дозволяє Зебу та Магдалині уникнути арешту і втекти.
Поки Кабала організовує напад із викраденням Джона, Юдит вже переправляють в Мексику.
Після лікування, Джону створюють нову особистість та дають завдання добратися до штаб-квартири Кабали. В дорозі його викривають агенти безпеки, він змушений втікати. Викравши аерокар та здійснивши затяжний стрибок, Джон все-таки добирається до штаб-квартири Кабали у величезних підземних печерах. Там він зустрічає Зеба і Магдалину, які, він припускає вже є парою. Усі вони беруть на себе значну роль у підготовці революції. Джон стає ад'ютантом головнокомандувача генерала Хакслі.
Джон отримує лист від Юдит, де вона розповідає, що полюбила чоловіка у якого проживає в Мексиці і виходить на нього заміж. Також він дізнається, що Зеб і Магдалина вже не є разом і починає роман з Магдалиною.
Отримуючи пресу з-за кордону, Джон дізнається про відмову США від колишнього освоєння космосу і технічному відставанні від інших країн.
Революція починається із психологічної операції спланованої Зебом: захоплення основного телевізійного транслятора для передачі сфальшованого відеозвернення від імені Першого Пророка Неємії Скудера. Це дозволяє миттєво захопити країну, скориставшись із невизначеності військ. Опір чинить тільки гарнізон Нового Єрусалиму під безпосереднім керівництвом Пророка.
Окрім Кабали у Революції беруть участь різні релігійні та громадські рухи. Між ними проводиться дискусія щодо майбутньої конституції із найбільшими свободами для громадянина (це започатковує створення Конвенанту, згадуваного в інших творах Гайнлайна).
Війська нового режиму готуються взяти Новий Єрусалим. Джон і Магдалина одружуються перед нападом.
Під час бою Хаклі поранений, і Джон повинен взяти на себе тимчасове командування, хоча за рангом він не має права на це. Він віддає накази, які приносять перемогу. Потім він передає командування старшому за званням. Разом із десантом він проривається в особисті покої Пророка, де вони знаходять його труп понівичений Дівами.

## Цитати
|  | Кожна людина знаходиться в пожиттєвому одиночному ув'язненні у самої себе. Оригінальний текст (англ.) Each man is his own prisoner, in solitary confinement for life. |

|  | Людина яка купує м'ясо, не має права звинувачувати м'ясника, вона його кровний брат. Оригінальний текст (англ.) The man who buys the meat is brother to the butcher. |

|  | Успішна революція подібна до великого бізнесу. Вона потребує багато людей, припасів, сучасну техніку та зброю. І щоб управляти цим всім потрібна відданість, конспірація та продумана організація. Оригінальний текст (англ.) Successful revolution is Big Business-make no mistake about that. It requires countless personnel, supplies, modern machinery and modern weapons. And to handle these factors successfully there must be loyalty, secrecy, and superlative staff organization. |